# لوكاس بارسونز
لوكاس بارسونز (بالإنجليزية: Lucas Parsons)‏ هو لاعب غولف أسترالي، ولد في 4 أكتوبر 1969 في أورانج في أستراليا.

## وصلات خارجية
- لوكاس بارسونز على موقع رابطة لاعبي الغولف المحترفين (الإنجليزية)
- لوكاس بارسونز على موقع رابطة أوروبا للاعبي الغولف المحترفين (الإنجليزية)
- لوكاس بارسونز على موقع التصنيف العالمي الرسمي للغولف (الإنجليزية)